# Expedición alemana caucásica
La expedición alemana del Cáucaso fue una operación militar enviada a finales de mayo de 1918 por el Imperio Alemán a la región de Transcaucasia en el marco de la Campaña del Cáucaso de la Primera Guerra Mundial. La región del Cáucaso había pertenecido al Imperio Ruso durante siglos y hasta la guerra, pero al colapsar el régimen del zar varios de sus segmentos declararon su independencia, incluyendo la República Democrática de Georgia; esta región era rica en petróleo y se ubicaba entre el Imperio Otomano y Rusia por lo que había sido objeto de atención tanto para el Imperio Otomano, la República Socialista Federativa Soviética de Rusia (sucesor del Imperio Ruso) y del Imperio Alemán.
Después de declarar su independencia, la Georgia independiente se encontró amenazada tanto por los rusos como por los otomanos; en respuesta a esto, su gobierno pro-alemán firmó un acuerdo con el Imperio Alemán que decidió enviar a principios de junio de 1918 una expedición militar compuesta por 3000 hombres en una unidad conocida como el Cuerpo Expedicionario Caucásico y que tenía el objetivo principal de evitar que los otomanos y los rusos pudieran anexarse Georgia lo cual cortaría inevitablemente el flujo de petróleo caucásico hacia Alemania.
Alemania logró el más importante de sus objetivos que era el de asegurarse un suministro constante de petróleo del Cáucaso y Georgia logró el suyo que era mantener a los otomanos fuera de su territorio; sin embargo, al final todo esto resultó irrelevante pues inmediatamente después de su victoria la Primera Guerra Mundial terminó y tanto alemanes como otomanos tuvieron que retirarse, dejando el territorio a su suerte para ser reanexado por la Unión Soviética lo que efectivamente sucedió en 1920.

## Contexto
Después del derrocamiento del Zar Nicolás II de Rusia, el régimen bolchevique comunista de Lenin llegó al poder y de inmediato comenzó a planear la salida de Rusia de la Primera Guerra Mundial, que había resultado desastrosa para los rusos.
Rusia se retiró oficialmente de la Primera Guerra Mundial a finales de 1917 cuando firmó su primer armisticio con el Imperio Otomano lo cual concluyó el conflicto armado en la Campaña del Cáucaso del Frente del Oriente Próximo; ese armisticio fue seguido con el Tratado de Brest-Litovsk que puso fin de manera permanente y oficial a la guerra entre Rusia y las potencias centrales. Uno de los términos del tratado era la cesión de territorios en la región del Cáucaso, pero la región ya había declarado su independencia de Rusia y formado su propio gobierno en la forma del Comisariado Transcaucásico (que incluía a los actuales Georgia, Azerbaiyán y Armenia); debido a esto, por lo que los otomanos tuvieron que negociar con este nuevo gobierno.
Después de llegar al poder, Lenin emitió un decreto llamado Sobre Armenia, con el cual Rusia armaba y repatriaba su lugar de origen a más de 100 000 armenios que se habían enrolado en el ejército ruso del zar; el objetivo era que Armenia fuese un país lo suficientemente fuerte como para mantener afuera de su territorio a los otomanos y establecer una nación armenia que pudiese ser anexada por los rusos cuando fuese lo suficientemente fuerte. Los rusos habían firmado paz con los otomanos y por eso no podían atacar o anexar Armenia, por eso los rusos utilizaron a los armenios como subsidiarios; adicionalmente, el del Movimiento Blanco comandado por Nikolái Yudénich se había retirado de la zona y dejó así un vacío de poder. Esta operación por parte de Rusia que armaba los territorios que acababa de ceder fue considerada una violación del tratado de Brest-Litovsk; los otomanos se dieron cuenta y el político otomano Talat Bajá envió una protesta oficial, diciendo que "las manchas del leopardo ruso no han cambiado de lugar".
Posteriormente, los otomanos (representados por Enver Bajá y Rauf Orbay) sostuvieron una conferencia de paz en Trebisonda con el ya mencionado Comisariado Transcaucásico (representado por Akaki Chkhenkeli), la conferencia tuvo lugar entre el 14 de marzo y el 13 de abril de 1918. En esta conferencia, los otomanos ofrecieron abandonar todas sus pretensiones en el Cáucaso a cambio de que se aceptaran sus conquistas en Anatolia oriental.
La región de Transcáucasia tenía enorme importancia estratégica dado que constituía la frontera natural entre Turquía y Rusia; además, tenía ricos yacimientos de petróleo, especialmente los campos petrolíferos de Bakú. Para Alemania, el petróleo era el recurso más urgentemente necesitado y esto provocó su involucramiento en la región y asegurar su suministro fue uno de los principales objetivos estratégicos alemanes de toda la guerra.
Del 30 de marzo al 2 de abril de 1918, miles de musulmanes y azeríes fueron masacrados en la ciudad de Bakú por miembros comunistas de la Federación Revolucionaria Armenia, apoyados por los soviéticos. Esta masacre fue conocida como los 'Eventos de Marzo' o 'Acontecimientos de Marzo' y dejó entre 10 y 12 000 civiles azeríes muertos.
El 5 de abril, el representante de Transcaucasia aceptó los términos del tratado de Brest-Litovsk como base inicial sobre la cual negociar; sin embargo, su gobierno se encontraba dividido sobre si aceptar esta movida o no, y los azeríes estaban decididamente en contra.
En respuesta, los otomanos se retiraron de las negociaciones y un ejército otomano dirigido por Wehib Bajá invadió Transcaucasia y rápidamente conquistó sus territorios orientales.
Tras esto, el Comisariado Transcáucasico se disolvió y fue reemplazado por la efímera República Democrática Federal de Transcaucasia.
Transcaucasia pidió de nuevo sostener negociaciones y una segunda conferencia de paz fue sostenida en la ciudad de Batum. Pero los otomanos demandaron aún más territorio que antes, incluyendo las ciudades de Tiflis, Alexandropol y Echmiadzin; adicionalmente, los otomanos también deseaban construir un ferrocarril entre las ciudades de Julfa y Kars. Los miembros de Transcaucasia (especialmente georgianos y armenios) se negaron a estas cesiones y los otomanos reanudaron de nuevo su ofensiva militar pero fueron derrotados en la batalla de Karakilisa, la batalla de Bash Abaran y la batalla de Sardarapat. Como resultado, la invasión del Imperio Otomano fue repelida, pero la unión federal transcaucásica se disolvió y sus países miembros declararon su independencia.
Para ayudar a asegurar su independencia, Georgia firmó el Tratado de Poti con Alemania, mediante el cual esencialmente Alemania garantizaría la independencia de Georgia a cambio de suministros de petróleo. Para entonces, la República Democrática Federal de Transcaucasia ya se había desintegrado el 28 de mayo y los georgianos firmaron por su lado el tratado de Poti con Alemania.

## Orden de batalla

### Alemania
La expedición enviada por el Imperio Alemán estaba compuesta casi exclusivamente por soldados reclutados de la región de Baviera e incluían a la 7.ª Brigada Real Bávara de Caballería (con refuerzos del 29.º Regimiento Bávaro de Infantería), el 10.º Batallón Sturm, un destacamento independiente de ametralladoras y la 176.ª Compañía de Morteros. En total, la unidad expedicionaria contaba con 3000 hombres y era comandada en el campo por F. K. von Kressenstein, mientras que Erich Ludendorff estuvo a cargo de la formación del cuerpo en Alemania.
Adicionalmente, el ejército de Georgia también asistió a los alemanes: este contaba con unos 20 a 25 000 elementos (la mayoría miembros del Primer Cuerpo Georgiano) y con una unidad conocida como la Guardia Popular de Georgia, que era un cuerpo de policía política compuesta de 10 000 soldados irregulares. De esta forma, en total, Georgia contaba con entre 35 a 37 000 hombres. Las fuerzas georgianas incluían a soldados georgianos veteranos de la Primera Guerra Mundial que habían luchado al servicio de Alemania en una unidad alemana llamada la Legión Georgiana que estaba formada exclusivamente por reclutas georgianos: en preparación de la expedición, Alemania transporto a los veteranos de la legión a Georgia y llegaron al puerto de Poti el 8 de junio de 1918.
A las fuerzas georgianas se les unieron posteriormente las fuerzas alemanas que habían sido traídas de Siria y de Ucrania.
En total, las fuerzas alemanas-georgianas consistían en unos 40 000 hombres aproximadamente.

### Imperio otomano
El Imperio Otomano por su parte disponía de unos 30 000 a 35 000 hombres en total: 15 000 hombres eran soldados regulares del Tercer Ejército que para entonces solo podía contar con alrededor esos 15 000 hombres; los otomanos también contaban con elementos del Ejército Islámico del Cáucaso que tenía a la 5.ª División de Infantería Caucásica y el 15.ª División de Infantería, que en total sumaban 15 000 hombres (aunque no eran soldados profesionales como los hombres del Tercer Ejército sino guerrilleros irregulares). Las fuerzas otomanas estaban dirigidas por Enver Pasha, Wehib Pasha y Mehmet Esat Bülkat; mientras que las fuerzas del Ejército Islámico estaban dirigidas por Miralay Mürsel Bey y Süleyman Izzet Bey.
Sin embargo, el alto número de deserciones y las continuas derrotas que habían sufrido los otomanos durante toda la guerra significarían que esta cifra de 30 000 hombres era solo nominal y probablemente sería mucho menor en la práctica.

### Rusia
La República Socialista Federativa Soviética de Rusia contaba con su 11.º Ejército en el área, que envió un cuerpo de unos 22 000 hombres conocido como el Destacamento Bicherajov. Adicionalmente, los soviéticos contaban con un amplio número de georgianos, la mayoría siendo simpatizantes comunistas pero con una fracción compuesta también de georgianos locales prorrusos. Las fuerzas soviéticas estaban dirigidas por Grigory Nikolayevich Korganov y Kliment Éfremovich Voroshilov.

## Expedición

### Arribo alemán
El 4 de junio de 1918 el Tercer Ejército Otomano que ya había invadido a República Democrática de Armenia y se encontraba a solo 7 kilómetros de Ereván y a solo 10 kilómetros de Echmiadzin, que son la capital y ciudad más grande de Armenia y la cuarta ciudad más grande de Armenia respectivamente; bajo esta presión, Armenia se vio obligada a firmar el Tratado de Batum en el que Armenia cedía dichas ciudades y varios territorios más además de aceptar la injerencia otomana en sus asuntos internos.
El 10 de junio, la fuerza expedicionaria ya había llegado a Tiflis, capital de Georgia, lo cual fue celebrado con desfile militar alemán-georgiano por la Avenida Rustaveli, la principal avenida de Tiflis. El desfile se expandió para incluir en algún momento a prisioneros de guerra alemanes que el Imperio Ruso había capturado durante la guerra mundial para después encerrarlos en campos de prisioneros de guerra en Georgia y que fueron liberados tras la independencia georgiana; también incluyó a descendientes de colonos de Wurtemberg que a mitad del siglo XIX habían emigrado a Georgia. En días posteriores, destacamentos alemanes-georgianos fueron emplazados en todas las principales ciudades de Georgia, incluyendo Poti, Marneuli, Kutaisi y Ochamchira.

### Escaramuzas
El 10 de junio, los otomanos atacaron Georgia y tomaron muchos prisioneros, tanto alemanes como georgianos (pero mayormente georgianos); esto incrementó la rivalidad entre Alemania y el Imperio Otomano por los campos petrolíferos del mar Caspio que llegó al grado de que Alemania envió una nota oficial al Imperio Otomano amenazando con romper la alianza y retirarle todo apoyo militar y económico que le proporcionaban a los otomanos (y que era sustancial y básicamente era la única cosa que mantuvo al Imperio Otomano en la guerra durante el último año de la misma) si no retiraban sus tropas de Georgia
Tras esto, el gobierno alemán envió al general Hans von Seeckt a Georgia donde sostuvo una reunión con Enver Bajá en Batumi para entregar esta nota y negociar con los otomanos.
El gobierno otomano tuvo que ceder ante este tipo de presión y reemplazaron al comandante de sus fuerzas en el Cáucaso (el agresivo Vehip Bajá) y deteniendo temporalmente su avance en Georgia. Los otomanos dirigieron sus objetivos a Azerbaiyán, enfrentándose a las tropas británicas emplazadas en Irán. Las fuerzas irregulares otomanas en la forma del Ejército Islámico Otomano dirigido por Nuri Bajá también cambiaron el enfoque de su ofensiva junto con las fuerzas regulares.

### Ofensiva otomana hacia Bakú
Al mismo tiempo, dos divisiones alemanas adicionales fueron enviadas desde los Balcanes y Ucrania donde estaban emplazadas hacia Bakú; mientras tanto, el gobierno alemán aún proporcionaba apoyo económico al gobierno bolchevique en Moscú (los alemanes odiaban a los bolcheviques pero preferían que estuvieran en el poder porque ellos se oponían a la participación rusa en la guerra) y Alemania contacto a Rusia para ofrecerle detener y destruir al Ejército Islámico Otomano (dado que también era un problema para los rusos cuyos territorios sureños en Asia Central contenían gran cantidad de musulmanes) a cambio de que Rusia garantizara a Alemania acceso sin restricciones a Bakú y al petróleo ahí producido. El 27 de agosto se firmó un acuerdo oficial entre el gobierno bolchevique y Alemania el cual estipulaba que una cuarta parte de todo el petróleo producido en Bakú sería enviado a Alemania a través del mar Caspio y después el río Volga a las fuerzas alemanas que se encontraban en Ucrania.
Después de esto, el gobierno alemán le solicitó al otomano que abandonara su ofensiva en Azerbaiyán pero Enver Bajá ignoro esta petición y después de la batalla de Bakú, el Ejército Islámico Otomano capturo la ciudad el 15 de septiembre.

## Fin de la expedición
Dos días después de la caída de Bakú, las fuerzas soviéticas en el Cáucaso en la forma del Destacamento Bicherakov se encontraron con la Expedición Caucásica Alemana dirigida por el coronel Friedrich von der Holtz; la reunión también incluyó a los 26 Comisarios de Bakú bajo la dirección de Grigory Korganov que sobrevivieron la batalla de Bakú. El encuentro fue amigable y se respeto el acuerdo diplomático entre los soviéticos y los alemanes. Sin embargo, a finales de octubre ocurrió una crisis política en Alemania que estaba viendo disturbios y cuya población demandaba la salida de su país de la guerra y el gobierno alemán ordenó el fin de la expedición antes de que las fuerzas alemanas-soviéticas pudieran enfrentar al Ejército Islámico Otomano tal como los alemanes habían acordado.
La orden llegó el 21 de octubre y el último barco alemán con sus soldados salió de Poti, Georgia el 13 de diciembre de 1918, que arribaron a Alemania en abril de 1919 y fueron por tanto los últimos soldados alemanes que lucharon en la Primera Guerra Mundial que regresaron a casa.

## Consecuencias
El fin de la guerra significaría que los logros alemanes serían en vano y que tanto tropas alemanas como otomanas tendrían que abandonar el Cáucaso, dejando un vacío de poder que los británicos trataron inicialmente de llenar durante un período muy breve antes de replegarse hacia su colonia de la India.
Este vacío de poder también significaría que las nuevas naciones del Cáucaso estarían desprotegidas y a merced de la Unión Soviética y sus planes irredentistas y los soviéticos efectivamente invadieron y se anexaron la región en 1920; por tanto, la expedición alemana solo serviría para retrasar la conquista soviética tras lo cual las naciones del Cáucaso quedarían bajo dominio ruso hasta la disolución de la Unión Soviética y su posterior independencia en 1991.